# 34+35
"34+35" (pronunciada "thirty-four thirty-five") é uma canção da cantora estadunidense Ariana Grande, gravada para seu sexto álbum de estúdio Positions (2020). Foi escrita por Grande, Albert Stanaj, Courageous Xavier Herrera, Scott Nicholson, Steven Franks, Tayla Parx, Victoria Monét, e seus produtores Peter Lee Johnson e Tommy Brown. Em 30 de outubro de 2020, a canção foi lançada pela Republic Records como o segundo single do álbum. O título e o refrão da canção fazem referência à posição sexual 69, enquanto o resto da letra apresenta vários trocadilhos sexuais, duplo sentido e piadas de sexo. Um remix da canção com participação da cantora e rapper norte-americana Doja Cat e da rapper norte-americana Megan Thee Stallion foi lançado em 15 de janeiro de 2021. O remix está incluído na edição deluxe do Positions.
"34+35" estreou em oitavo lugar na Billboard Hot 100 dos EUA, tornando-se o 18º single de Grande no top dez. Mais tarde, subiu para o segundo lugar após o lançamento do remix. Ele também estreou em quinto lugar na Billboard Global 200, tornando-se o segundo single de Grande no top dez da parada, antes de atingir a segunda posição. Além disso, "34+35" ficou entre os dez primeiros na Argentina, Austrália, Bolívia, Canadá, Guatemala, Irlanda, Malásia, Panamá, Peru, Paraguai, Porto Rico, Singapura, Venezuela e Reino Unido, dando a Grande seu 19º top 10 no Reino Unido.

## Antecedentes e promoção
"34+35" foi revelada pela primeira vez quando Grande anunciou a lista de faixas de Positions  através das redes sociais em 24 de outubro de 2020. A canção é sobre a vida sexual de Grande com seu namorado Dalton Gomez, com um título que soma 69, uma posição sexual. Grande disse que estava "muito nervosa" com a canção, mas ela a adora, chamando-a de "uma das minhas coisas favoritas que já fizemos sonoramente".
Dada a natureza explícita da canção, que foi comparada às canções anteriores de Grande como "Side to Side" e "Dangerous Woman", Grande inicialmente temia que ela "distraísse da vulnerabilidade e da doçura que é o resto do álbum". Entretanto, ela pensou que "é apenas uma canção divertida" e que "merece um lar no álbum com certeza". Ela continuou: "Eu acho que tudo que eu faço tem um pouco de humor, e as pessoas sabem que eu não estou realmente sentada aqui até o amanhecer".
Para promover a canção e o álbum, Grande lançou um "34+35 dad hat" em sua loja oficial, que apresenta gráficos "34+35" bordados na frente de um boné de beisebol.

## Composição
"34+35" tem uma duração de dois minutos e cinquenta e três segundos. Em uma entrevista com Zach Sang, Grande falou sobre a canção: "Eu só acho que é ridícula, tão engraçada e estúpida. Nós ouvimos as cordas que soaram tão Disney e orquestral, e cheia e pura. E eu fiquei tipo, 'Yo, qual é a letra mais suja, mais oposta possível que poderíamos escrever para isto?'. Ela explicou que a frase "Just gimme them babies" foi sugerida pelo compositor Scott Nicholson como uma piada para completar o primeiro verso, mas ela gostou tanto que acabou na versão final. Ela considerou-a como sua "coisa favorita no mundo". Ela também disse que o terremoto mencionado no terceiro verso foi baseado em um terremoto real em 2019: "Amigos eram como, 'Não seria mais do que um 4,5? Eu sinto que ele é muito mais forte que um 4.5", e eu disse: 'Sim, mas o terremoto".

## Recepção da crítica
Jason Lipshutz da Billboard elogiou Grande por ser um dos "poucos artistas trabalhando hoje [que] poderia lançar uma faixa de sexo explícito que soa tão luxuosa e detalhada", descrevendo a música como "sem desculpas e vertiginosamente divertida, com Grande encolhendo os ombros da necessidade de eufemismo e confiante na sua abordagem".